# Arcosolium

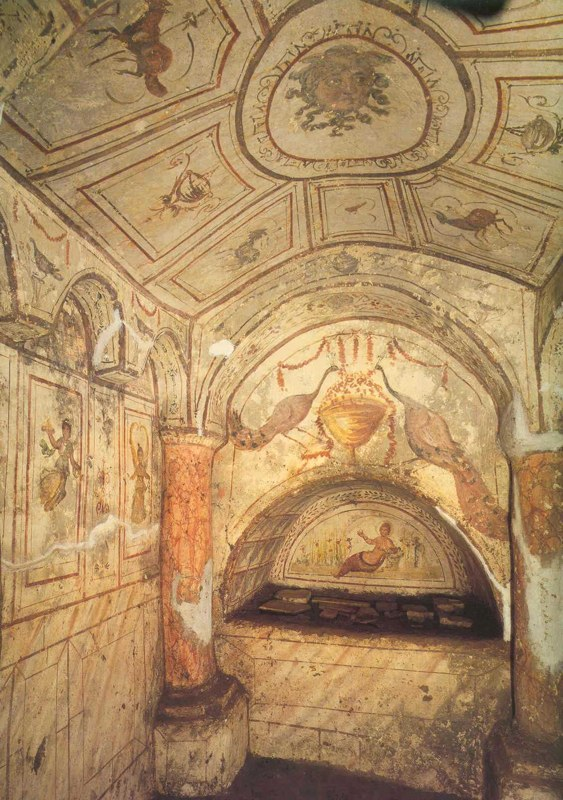
Arcosolium dans le cubiculum de Tellus, hypogée de la Via Dino Compagni, à Rome.

Un arcosolium (pluriel : arcosolia) est un type de tombe utilisé depuis l'Antiquité, notamment dans les catacombes à l'époque paléochrétienne : elle prend la forme d'une niche semi-circulaire avec un arc creusé au-dessus du cercueil, le plus souvent un sarcophage. Il est souvent présent dans le cubiculum, la chambre funéraire. L'arcosolium porte fréquemment un décor peint, sur la lunette et l'intrados de l'arc.
L'arcosolium se distingue du loculus, niche plus petite rectangulaire.